# Jeroen Koch
Jeroen Paulus Maria Koch (IJsselstein, 18 juni 1962) is een Nederlands historicus.

## Loopbaan
Koch studeerde van 1980 tot 1988 geschiedenis aan de Universiteit Utrecht, en was daar van 1985 tot 1988 ook student-assistent. In 1988 studeerde hij cum laude af op Lionel Trilling en het modernisme. In 1994 promoveerde hij aldaar op een studie over de Duitse historicus Golo Mann. Hij schreef verder een biografie van de Nederlandse theoloog, later minister-president, Abraham Kuyper. Sinds 1988 is hij verbonden aan de Utrechtse universiteit, eerst als aio, daarna als onderzoeker en universitair docent.
In 2013 publiceerde Koch een boek over koning Willem I als onderdeel van de Koningsbiografieën, ter gelegenheid van het 200-jarig bestaan van het Koninkrijk der Nederlanden, waarbij hij het niet onmogelijk achtte dat Willem I vier buitenechtelijke kinderen had.
In 2018 verscheen bij uitgeverij Boom Oranje in revolutie en oorlog, een samenvattend werk van de drie Koningsbiografieën.